# Interleuchina 29
L'interleuchina 29 o IL-29 è una proteina della classe delle citochine facente parte del gruppo delle interleuchine. Si tratta di un interferone di tipo lambda (o di tipo III) e gioca un ruolo importante nella risposta immunitaria contro svariati agenti patogeni, in particolare contro i virus, con un meccanismo d'azione simile a quello degli interferoni di tipo I; differisce tuttavia da questi ultimi per il fatto di avere come target cellulare prevalente gli epatociti e le cellule epiteliali.
Negli esseri umani IL-29 è codificata dal gene IFNL1, situato sul cromosoma 19.

## Struttura
La molecola di interleuchina 29 ricorda per struttura quella dell'interleuchina 10, tuttavia la struttura primaria di questa proteina assomiglia di più a quella degli interferoni di tipo I. Si lega al suo recettore eterodimerico denominato IFNL1R.

## Funzioni
Il legame molecola-recettore permette l'attivazione della via di segnalazione delle JAK/STAT, che porta le cellule immunitarie a produrre proteine con funzione antivirale necessarie a combattere l'infezione.
Nell'ambito dell'immunità innata, l'interleuchina 29 favorisce l'iperespressione delle molecole di tipo I del complesso maggiore di istocompatibilità.
IL-29 è prodotta da alcuni tipi cellulari in determinate condizioni cliniche; ad esempio, gli epatociti infettati dal virus dell'epatite C o da quello dell'epatite B, così come i macrofagi in via di maturazione, le cellule dendritiche e i mastociti, possono produrre grandi quantità di questa interleuchina.
Inoltre, IL-29 induce i linfociti T helper a proliferare maggiormente nel sottotipo cellulare 1, facendo contemporaneamente diminuire la concentrazione plasmatica dei linfociti T helper di tipo 2. Sembra avere un effetto attivatore anche nei riguardi dei linfociti B.

## Patologia
In ambito tumorale, l'interleuchina 29 può sortire sia un effetto oncosoppressivo (come nel caso del melanoma, del tumore del colon-retto, del carcinoma del polmone e di quello epatocellulare), sia l'opposto effetto di proliferazione delle cellule neoplastiche (come nel caso del mieloma multiplo).
Un'eccessiva espressione di IL-29 può essere implicata nella patogenesi di alcune malattie autoimmuni, stimolando la produzione di svariati tipi di citochine pro-infiammatorie, nonché di chemochine e di altre molecole o cellule coinvolte nelle reazioni autoimmuni. Alti livelli di interleuchina 29, nel sangue oppure negli specifici tessuti interessati dalla patologia autoinfiammatoria, sono stati rilevati nella psoriasi, nell'artrite reumatoide, nell'osteoartrite, nel lupus eritematoso sistemico, nella sindrome di Sjögren, nella dermatite atopica, nella tiroidite di Hashimoto, nella sclerosi sistemica e nelle forme autoimmuni di uveite.